# ジョン・フォスター・ダレス
ジョン・フォスター・ダレス（英語: John Foster Dulles、1888年2月25日 - 1959年5月24日）は、アメリカ合衆国の政治家。ニューヨーク州選出連邦上院議員、国務長官を務めた。ジャパン・ロビーである。

## 概要
1951年9月8日にサンフランシスコ講和条約が締結され、それと同じ日に調印された日米安全保障条約の「生みの親」とされる   。反共主義のスタンスを積極的に主張した冷戦時代の政治家であった。インドシナでベトミンと戦うフランスの支援を主張し、1954年7月のジュネーブ会議では握手を求める中国の周恩来国務院総理を拒絶した。サンフランシスコ講和条約発効以降国際社会に復帰したばかりの日本（特に保守陣営）にとっては、強い反共主義者である「ダレスの親父さん」の意向は無視できないものがあった。

## 生涯

### 青年期
1888年2月25日に長老派教会の牧師であるアレン・メイシー・ダレスの息子としてワシントンD.C.で誕生する。父方の祖父ジョン・ウェルシュ・ダレスはインドで牧師をしていた。ダレスは弟のアレン・ウェルシュ・ダレスと共にニューヨーク州ウォータータウンの公立学校に入学した。ダレスはプリンストン大学に進学してファイ・ベータ・カッパの会員となり、1908年に大学を卒業した。卒業後はジョージ・ワシントン大学大学院に進んだ。ダレスは司法試験に合格して弁護士となり、ニューヨークのサリヴァン・アンド・クロムウエルに加わり国際法を専門とした。同事務所はロックフェラー財団系企業に奉仕した。

### 第一次世界大戦

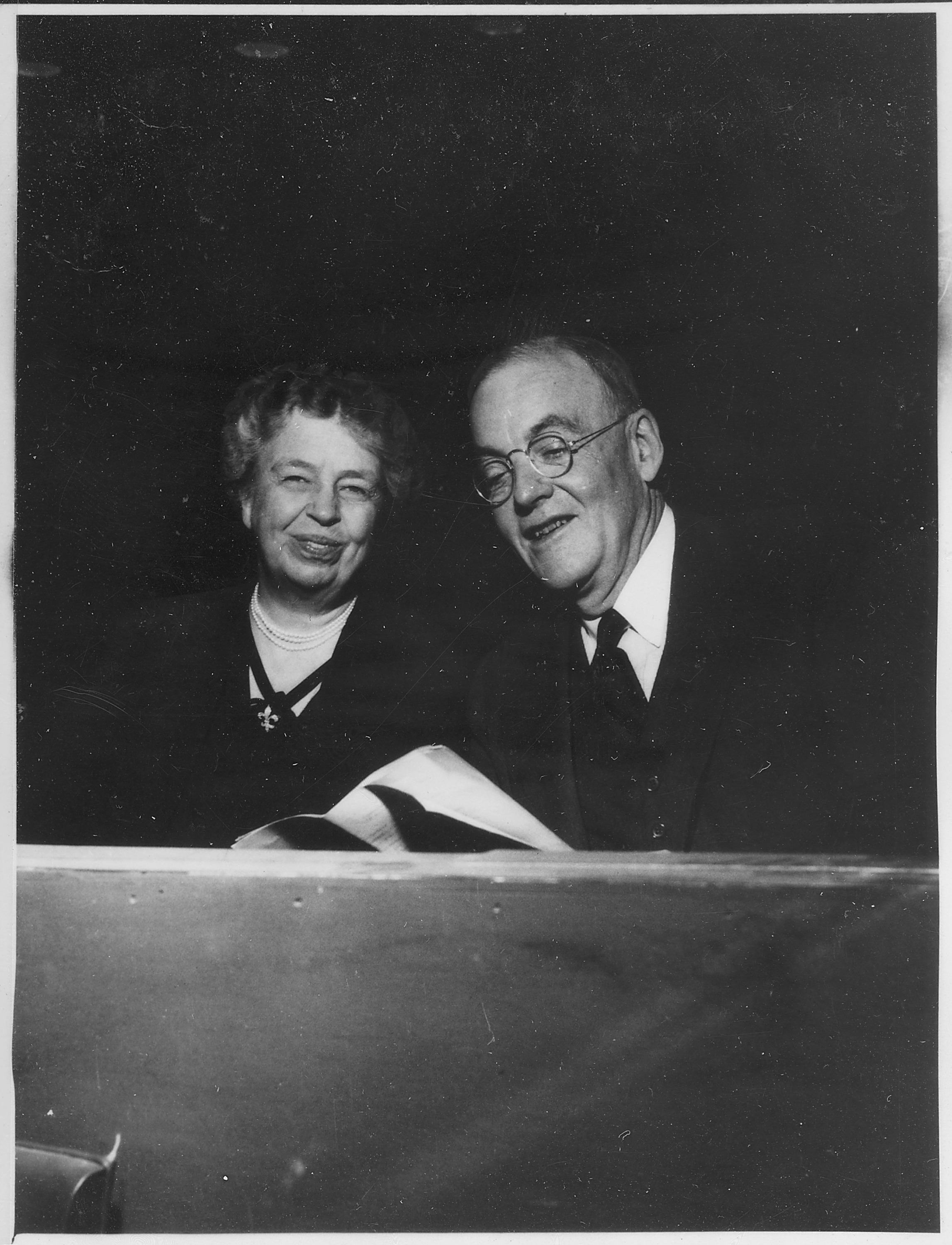
ダレスとエレノア

1914年7月に第一次世界大戦が勃発すると陸軍へ志願したが、弱視のため入隊は拒絶された。入隊できなかったダレスは戦争産業委員会のメンバーとして軍需物資の調達に従事し、後にサリヴァン・アンド・クロムウエルに戻った。1915年に叔父のロバート・ランシングに同行してサリヴァン・アンド・クロムウエルの業務視察のためニカラグア・コスタリカ・パナマを訪問した。しかし、ランシングの目的はドイツ帝国に対抗するためのラテンアメリカ首脳と会談することであり、ダレスは反ドイツのコスタリカのフェデリコ・ティノコ大統領を支持し、親ドイツのニカラグアのエミリアーノ・チャモロ・バルガス大統領にドイツとの外交関係を解消するように圧力を掛けることを進言した。また、パナマに対しては「対独宣戦布告を行えば、パナマ運河の年間運河手数料の税金を免除する」と提案している。
1919年1月に開催されたパリ講和会議にはアメリカ合衆国代表団の法律顧問として参加し、同年6月に締結されたヴェルサイユ条約のうち231条（戦争責任条項）作成にノーマン・デイヴィスと共に携わり、ウッドロー・ウィルソンの指示で戦争補償委員に任命された。また、エレノア・ルーズベルトと共に外交政策協会のメンバーとなり、国際連盟のアメリカ人職員を支援した。ダレスはドイツへの戦後賠償を強硬に求めたが、後にドーズ案の作成に関わった。これによりドイツにアメリカの資本が投下され、イギリス・フランスは賠償金を得てアメリカからの負債を完済した。

### 世界恐慌
敬虔な長老派信徒だったダレスは、1920年代から1930年代にかけて数多くの宗教会議に出席した。1924年にはハリー・フォスディックの宗教裁判で彼の弁護人を務めた。
1929年10月に世界恐慌が発生し、ドイツが予定されていた賠償金の支払いを停止した。また、1934年にはダレスが担当していた民間債務の支払いも一方的に停止された。このため、翌1935年にサリヴァン・アンド・クロムウエルとナチス・ドイツとの業務関係を全て解消した。その後は宗教運動に積極的に参加し、金融業務はアレンが引き継いだ。

### 国際社会での活動
ダレスは著名な共和党員であり、1944年11月・1948年11月の共和党の大統領候補であるトマス・E・デューイの親しい友人でもあった。彼は両選挙期間中にデューイの外交政策顧問を務めており、1944年アメリカ合衆国大統領選挙ではパレスチナのユダヤ人国家設立を要求する政策を立案した。1945年にアーサー・ヴァンデンバーグの顧問としてサンフランシスコ会議に参加し、国連憲章前文の作成に携わった。また、1946年・1947年・1950年にアメリカ合衆国代表として国際連合総会にも出席した。
ダレスは原子爆弾の使用に強く反対しており、国際連合の管理下で原子力を制御することを求める声明を起草した。しかし、ベルリン封鎖・朝鮮戦争・ソビエト連邦の原爆開発を通じて共産主義陣営の拡大を危惧し、原子力の国際管理に対する認識も変化していった。彼は共産主義陣営の拡大に対抗するため、民主党の封じ込め政策に対する共和党の代替案として巻き返し政策の策定を主導した。
1949年7月7日に民主党のロバート・ファーディナンド・ワーグナー上院議員の辞職に伴い、補欠選挙が実施されるまでの臨時上院議員に任命される。同年11月8日の補欠選挙で民主党のハーバート・リーマンに敗北し、落選した。1950年には封じ込め政策を批判的に分析した『War or Peace』を出版し、外交担当高官の多くに支持された。彼はハリー・S・トルーマンの外交政策を「封じ込め」が「解放」にすり替えられると論じた。

### 国務長官顧問
1950年4月6日にハリー・S・トルーマン政権のディーン・アチソンの下で国務長官顧問に就任。対日講和を担当することとなった。同年6月20日に韓国を訪問しているダレスは国務長官顧問として北緯38度線を視察、
その後、日本に渡り6月22日にマッカーサー、翌6月23日に吉田茂首相と会談をもった。その直後の6月25日に朝鮮戦争が始まる。アメリカ合衆国代表として国際連合総会に出席し、11月3日の総会最終日には国際連合安全保障理事会決議377を提案して採択された（平和のための結集決議）。
1951年にダレスはサンフランシスコ講和条約で、朝鮮戦争の間の中華民国に対する中立を保つというトルーマン大統領の政策を実行した。韓国の李承晩大統領が1949年からサンフランシスコ講和条約の締結国に参加することをジョン・ジョセフ・ムチオ駐韓大使に主張していた。しかし1951年5月にイギリスが韓国の条約署名に反対すると、7月19日には梁裕燦駐アメリカ合衆国大使が「米国草案に対する韓国側意見書」をアメリカに提出し、「波浪島（現在の蘇岩礁）・竹島は韓国領土である」と主張した。同日の会談でダレスは韓国大使へ署名国になれないことを通知した。
ダレスはサンフランシスコ講和条約を取りまとめると共に、同時に日米安全保障条約の締結を主導した。ジョン・ダワーによると、ダレスは締結後に以下のように述べたという。

### 国務長官
1953年1月20日にアイゼンハワーが大統領に就任した時、彼は国務長官としてダレスを任命した。ダレスは第一次インドシナ戦争でソビエト連邦と中華人民共和国の武器支援を受けたベトミンと交戦しているフランスに対する支援の必要性を主張したが、これがマッカーシズムの後遺症である「アジア専門家の空白」と相まって、後にベトナム戦争への全面的な介入を招いた。ダレスは軍事ブロックのNATO・ANZUSの結成に尽力した。
その反共姿勢から米国勢力圏の拡大とソ連・中国の勢力封じ込めを図り、核抑止論を唱えつつも強力な核戦力を背景に核兵器使用を辞さないかのような姿勢は「瀬戸際政策」とも呼ばれた。
アーバーダーン危機ではパフラヴィー朝イラン帝国のモハンマド・モサッデク首相がアングロ・イラニアン石油会社（AIOC）を国有化して親ソ連政策を行なったが、1953年8月に弟のアレンのCIAと共にMI6協力のもと、アジャックス作戦でモサッデクを失脚させ、親米的なパーレビ国王が権力を回復した。1954年7月のSEATO・1955年2月のCENTOの結成に尽力した。
朝鮮半島やインドシナ半島での共産勢力の拡大に加えて、「アメリカの裏庭」と称されたグアテマラでも1953年2月にハコボ・アルベンス・グスマン政権がユナイテッド・フルーツ（UFCO、現在のチキータ）の土地接収を発表すると、ダレスはPBSUCCESS作戦で政権を転覆させた。これが原因となりグアテマラ内戦が勃発した。ダレスはかつてユナイテッド・フルーツの弁護士を務めており、1953年当時はアレンが取締役員として経営に関わっていた。これらの時期に、フランスのジョルジュ・ビドー外務大臣とインドシナ問題に関して秘密会談を行っており、彼に対してダレスは「アメリカはフランスに核爆弾2つを渡す用意がある。」と言ったとされる。
1954年には『タイム』のパーソン・オブ・ザ・イヤーに選ばれている。また、『ライフ』のインタビューで「戦争に陥る前に物事を達成する能力は必要な芸術だ」と述べている。1955年6月9日には非同盟運動に対して「中立はますます陳腐化しており、非常に例外的な状況を除いて、不道徳で近視眼的な構想である」と批判した。
1956年7月のスエズ運河国有化問題をめぐって、同年に中華人民共和国と国交を結んだことでもダレスの怒りを買っていたエジプトのナセル大統領と敵対し、ナーセルは親ソ連政策に転換した。8月19日にダレスは日本の重光葵外務大臣とロンドンで会談を行い、重光に対して北方領土の択捉島・国後島の領有権をソ連に対して主張するよう強く要求し、「もし日本が国後、択捉をソ連に帰属せしめたなら、沖縄をアメリカの領土とする」と指摘して日本側の対ソ和平工作に圧力を加えたとされる。11月にイギリス・フランス両軍がエジプトへ侵攻した第二次中東戦争に強く反対したが、ダレスは手術を受けるため入院し、この件に関する重要決定には参加できなかった。一方で、アメリカのエジプトに対する武器供与を停止させた。この決定でソ連は中東に対する影響力を獲得し、政策は裏目に出た。

### 死去
ダレスは第二次中東戦争勃発時に大腸癌（結腸癌）の手術を受けるため入院していたが、手術後に胃腸穿孔を引き起こした。1958年末には大腸憩室症を発症して再び入院した。翌1959年1月に公務に復帰するが、癌が再発したため2月にウォルター・リード陸軍病院に入院して手術を受けた。退院後は放射線治療を受けながら公務を続けたが、健康悪化のため4月15日に国務長官を辞任した。5月24日にウォルター・リード陸軍病院で死去し、遺体は27日にワシントン大聖堂で葬儀が執り行われた後、アーリントン国立墓地に埋葬された。

## 著書（訳書）
- 『戦争か平和か』藤崎萬里訳、河出書房、1950年 - 序文幣原喜重郎
- 『戦争か平和か ダレス回顧録』大場正史訳、鳳映社 1958年 - 原書は第二版（1957年刊）　
  - 『戦争か平和か　国務長官回想録』中公文庫、2022年 - 土田宏解説、改訂新版

## 家族
母方の祖父ジョン・W・フォスターは第32代アメリカ合衆国国務長官、ダレスの叔父のロバート・ランシングは第42代アメリカ合衆国国務長官を務めた。弟のアレン・ウェルシュ・ダレスはドワイト・D・アイゼンハワー政権でCIA長官、妹のエレノア・ランシング・ダレスは国務省職員として第二次世界大戦後のヨーロッパ復興に従事した。
1912年6月26日にダレスはジャネット・ポメロイ・エイヴリー（1891年5月 - 1969年5月）と結婚し、2男1女をもうけた。長男のジョン・W・F・ダレスはテキサス大学オースティン校でブラジル史の教授を務めた。また、娘のリリアス・ダレス・ハインシャーは長老派教会の牧師となり、次男のエイヴァリー・ダレスはカトリックに改宗し、枢機卿となった。

## ダレスに由来する事物
- ワシントン・ダレス国際空港（バージニア州シャンティリー）
- ダレスバッグ